# ザ・パック
ザ・パック株式会社（英: The Pack Corporation）は、大阪市東成区と東京都渋谷区に本社がある大手パッケージメーカー。紙袋を主に商業包装用紙全般を取り扱う。紙袋のシェアは国内首位。総合商社双日とは旧ニチメン時代から関係が強い。
売上高は約1014億円。事業セグメントは紙袋・紙器・段ボールなどの部門からなる「紙加工品事業」、衛生用紙・おむつ・ナプキン用製品の部門からなる「化成品事業」と、「その他事業」を加えた3つ。各セグメントの売上高が全売上高に占める割合は、それぞれ約60%・20%・20%である。
みどり会の会員企業であり三和グループに属している。

## 主要事業所
- 本社 - 大阪府大阪市東成区東小橋2丁目9番3号
- 東京本社 - 東京都渋谷区富ヶ谷2丁目8-4
- 北海道支社 - 札幌市中央区北8条西23丁目2-12
- 東北支社 - 仙台市青葉区大町2-15-28 藤崎大町ビルディング6階
- 関東支社 - 千葉県松戸市松戸1281-29 住友生命松戸ビル
- 横浜支社 - 横浜市港北区新横浜3丁目20-8 ベネックスS-39階
- 名古屋支社 - 名古屋市千種区内山3丁目7-3 ntpプラザ千種内山4階
- 京都支社 - 京都市下京区五条通室町西入ル東錺屋町189 クマガイ五条ビル8階
- 神戸支社 - 神戸市中央区栄町通1丁目2-7 大同生命神戸ビル8階
- 岡山支社 - 岡山市北区下中野701-104
- 広島支社 - 広島市南区段原2丁目13-7 妻木ビル
- 四国支社 - 香川県高松市中野町29-7 穴吹第16高松栗林ビル5階
- 福岡支社 - 福岡市博多区東比恵4丁目9-23
- 茨城工場 - 茨城県日立市
- 東京工場 - 埼玉県日高市
- 奈良工場 - 奈良県大和郡山市
- 大阪工場 - 大阪府東大阪市

## 包装資料館
※何れも取引先のみに公開。
- 東京包装資料館
- 大阪包装資料館

## 沿革
- 1878年（明治11年） - 創業。
- 1952年（昭和27年）5月10日 - 日本ケース株式会社設立。
- 1983年（昭和58年）7月 - ザ・パック株式会社に社名変更。
- 1991年（平成3年）9月11日 - 大阪証券取引所2部上場。
- 2001年（平成13年）9月11日 - 東京証券取引所2部上場。
- 2003年（平成15年）6月2日 - 東京証券取引所、大阪証券取引所各1部指定替え。

## 関係会社
- 株式会社ザ・ニコルス
- 株式会社京浜特殊印刷
- 日幸印刷株式会社
- 株式会社パックタケヤマ
- 西日本印刷工業株式会社
- カンナル印刷株式会社
- ザ・パックアメリカコーポレーション
- 特百嘉包装品貿易(上海)有限公司
- 特百嘉包装制品（常熟）有限公司